# 東京都道、神奈川縣道2號東京丸子橫濱線

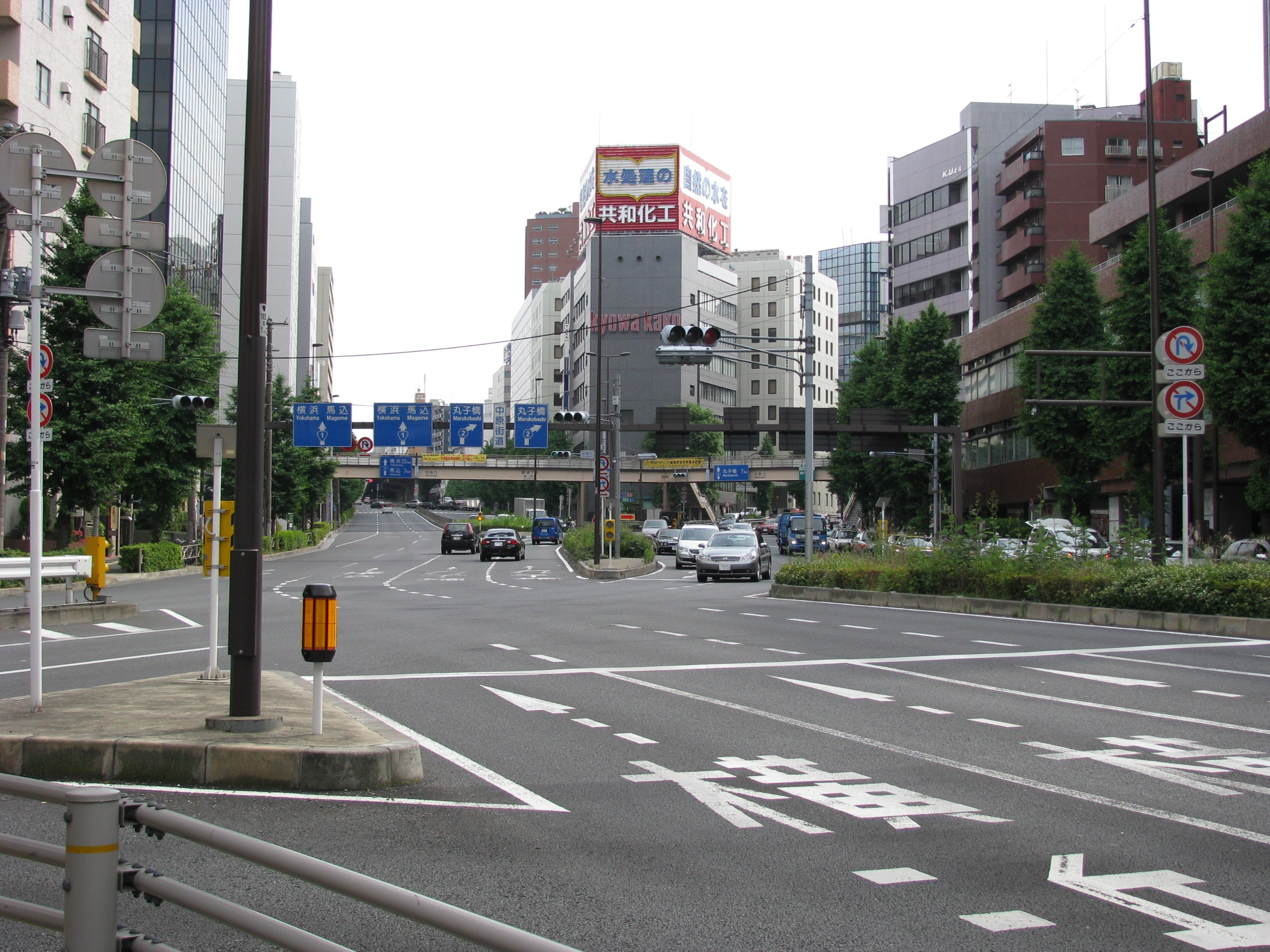
中原口交差點
左方是國道1號、第二京濱國道，右方是東京都道2號、中原街道 (日本)

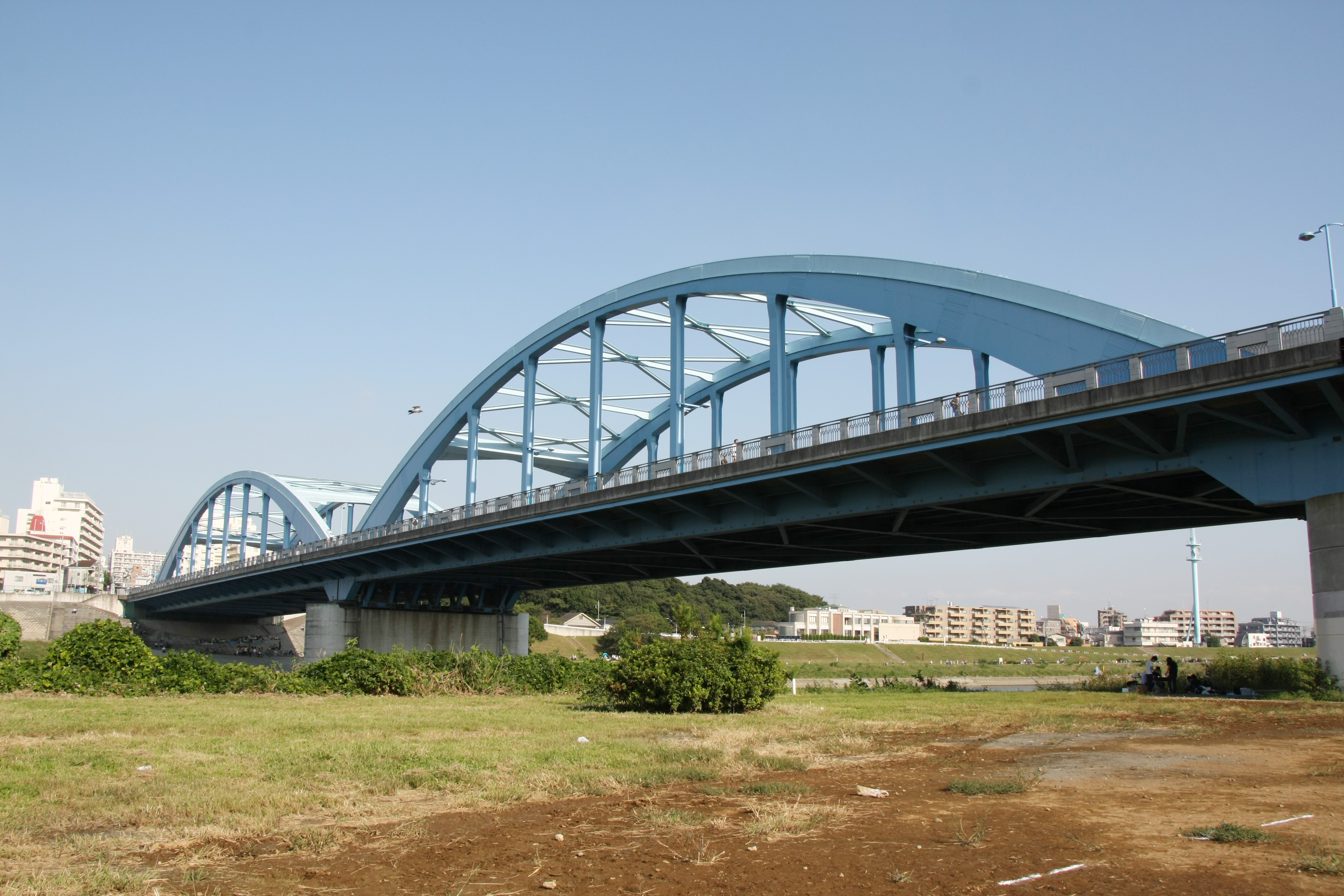
丸子橋

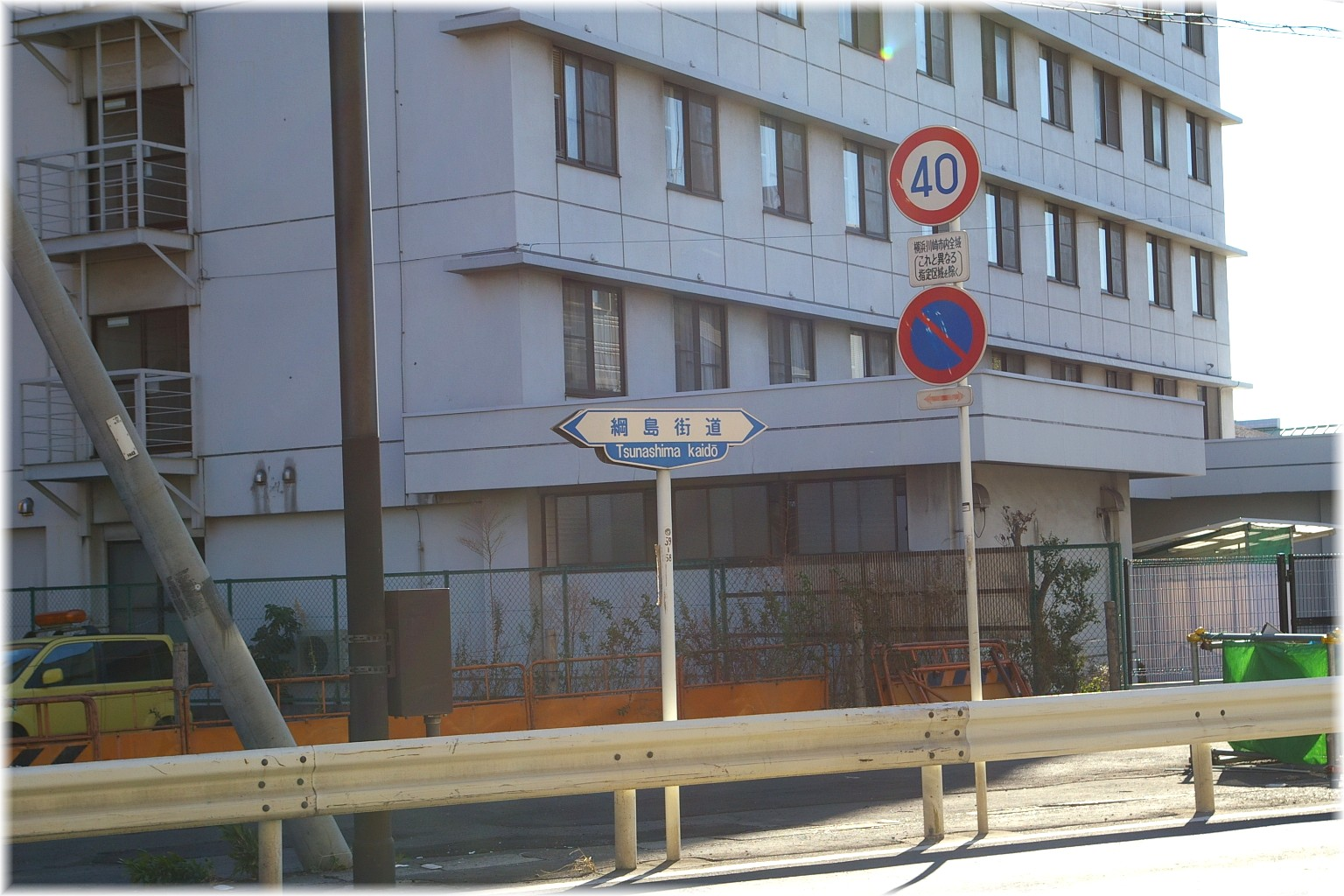
道標

東京都道、神奈川縣道2號東京丸子橫濱線（日语：／）是日本東京都品川區西五反田至神奈川縣橫濱市神奈川區的主要地方道。以丸子橋交差點為界，往五反田方向稱作中原街道，往綱島方向稱作綱島街道。

## 概要
- 起點：東京都品川區西五反田（大崎廣小路交差點）
- 終點：神奈川縣橫濱市神奈川區浦島丘（浦島丘交差點）
- 路線長度
  - 東京都區間 7,210 m（實際長度，2013年4月1日）[1]
  - 川崎市區間 3,276 m（實際長度，2013年4月1日）[2]
  - 橫濱市區間 9,540 m（實際長度，2014年4月1日）[3]

## 歷史
現在的洗足至丸子橋，以及綱島至港北區篠原的區間，是鎌倉時代建造的鎌倉街道下之道一部分。
室町時代至江戶時代初期，闢建連結後北條氏本城小田原城與支城江戶城的中原街道，之後由德川家康進行整備。
1920年（大正9年）4月1日，「東京府告示第百六十二號」（府縣道之認定）與「神奈川縣告示第百二十二號」（府縣道之認定）指定東京府道19號下大崎川和線、神奈川縣道都田下大崎線（中原口至丸子橋）、神奈川縣道神奈川溝之口線（綱島至菊名）。之後，為了舒緩已飽和的京濱國道，於京濱國道六鄉橋與府縣道東京厚木線二子橋之間架設丸子橋，並於1935年（昭和10年）5月11日通車。
1936年（昭和11年）9月25日，「內務省告示第五百十六號」（指定府縣道竝指定地方費道）指定東京府道5號東京神奈川線、神奈川縣道8號神奈川上丸子線。當時的菊名以南是走現在的舊綱島街道與六角橋經神奈川區役所至國道15號瀧之橋。
1954年（昭和29年）1月20日，「建設省告示第十六號」（主要都道府縣道及市道）指定主要地方道五反田丸子東神奈川線。翌年1955年（昭和30年）3月4日，「神奈川縣告示第百三十六號」指定神奈川縣主要地方道東京丸子橫濱線。同年12月15日「東京都告示第千五十八號」指定東京都主要地方道東京丸子橫濱線。
1993年（平成5年）5月11日，「建設省告示第千二百七十號」（依道路法第五十六條規定之主要都道府縣道及市道）指定為現在的東京都道、神奈川縣道2號東京丸子橫濱線為主要地方道。

## 路線狀況

### 通稱
- 中原街道（東京都品川區中原口交差點 - 神奈川縣川崎市中原區丸子橋（日语：丸子橋）交差點）
- 綱島街道（神奈川縣川崎市中原區丸子橋交差點 - 横浜市神奈川區浦島丘交差點）

以川崎市中原區丸子橋交差點為界，主要在東京都內的北側通稱「中原街道」，在神奈川縣內的南側通稱「綱島街道」。該交差點往西（橫濱市綠區中山町、神奈川縣茅崎市方向）的神奈川縣道45號丸子中山茅崎線，在川崎市內與橫濱市內的曲間也通稱為「中原街道」。

### 重複區間
- 神奈川縣道、東京都道140號川崎町田線（日语：神奈川県道・東京都道140号川崎町田線）（橫濱市港北區大綱橋交差點 - 樽町交差點）

### 道路設施
- 丸子橋（日语：丸子橋）（多摩川）
- 大綱橋（日语：大綱橋）（鶴見川）

### 都市計畫路線名
- 放射2號線（東京都品川區）：西五反田七丁目至荏原二丁目的區間。長度1,255m[8]。

### 交通流量
2010年（平成22年）度道路交通普查的各觀測地點交通流量如下。
東京都內
| 觀測地點               |                        |          |          |          |         |
| 大型車輛數（上下合計） | 小型車輛數（上下合計） | 二輪車類 | 自行車類 | 步行者類 |         |
| 品川區旗之台5-15-15    | 3,388台                | 28,128台 | -        | 922台    | 1,364人 |
| 大田區南千束2-33       | 4,261台                | 27,120台 | 1,770台  | 564台    | 2,453人 |
| 大田區田園調布本町32   | 2,864台                | 20,235台 | 2,487台  | 2,412台  | 990人   |

（皆為12小時統計流量）

上述全地點皆是車道寬16.00m、行人道寬4.40m、車道數4線（單側2線）。

### 未來對策
- 東京都內的都道2號間全區間列為第一次緊急輸送道路（日语：緊急輸送道路）[10]。

## 地理
本道路有東急池上線與東急東橫線在附近並行。周邊有洗足池、櫻坂、多摩川台公園等賞櫻景點與著名賞梅景點大倉山公園。

### 通過自治體
- 東京都
  - 品川區 - 大田區
- 神奈川縣
  - 川崎市（中原區） - 橫濱市（港北區 - 鶴見區 - 神奈川區）

### 交會道路
| 通称                                      | 交差する道路                            | 交差場所 | 交差場所      | 交差場所         | 交差場所                             |
| ----------------------------------------- | --------------------------------------- | -------- | ------------- | ---------------- | ------------------------------------ |
| 中原街道                                  | 國道1號 / 第二京濱                      | 東京都   | 品川區        | 品川區           | 中原口交差點                         |
| 中原街道                                  | 東京都道2號東京丸子橫濱線支線           | 東京都   | 品川區        | 品川區           |                                      |
| 中原街道                                  | 首都高速2號目黑線                       | 東京都   | 品川區        | 品川區           | 荏原出入口                           |
| 中原街道                                  | 東京都道420號鮫洲大山線 / 26號線通      | 東京都   | 品川區        | 品川區           | 平塚橋交差點                         |
| 中原街道                                  | 東京都道318號環狀七號線 / 環七通        | 東京都   | 大田區        | 大田區           | 南千束交差點（長原陸橋）             |
| 中原街道                                  | 東京都道311號環狀八號線 / 環八通        | 東京都   | 大田區        | 大田區           | 田園調布警察前交差點（田園調布陸橋） |
| 中原街道                                  | 東京都道11號大田調布線 / 多摩堤通       | 東京都   | 大田區        | 大田區           | 丸子橋交差點（北詰）                 |
| 中原街道                                  | 川崎市主要地方道幸多摩線 / 多摩沿線道路 | 神奈川縣 | 川崎市        | 中原區           | 丸子橋（無交會）                     |
| 中原街道                                  | 神奈川縣道45號丸子中山茅崎線 / 中原街道 | 神奈川縣 | 川崎市        | 中原區           | 丸子橋交差點（南詰）                 |
| 綱島街道                                  | 神奈川縣道45號丸子中山茅崎線 / 中原街道 | 神奈川縣 | 川崎市        | 中原區           | 丸子橋交差點（南詰）                 |
| 川崎市道川崎站丸子線（支線）              | 上丸子小學校前交差點                    | 神奈川縣 | 川崎市        | 中原區           |                                      |
| 國道409號 府中街道                        | 市之坪交差點                            | 神奈川縣 | 川崎市        | 中原區           |                                      |
| 神奈川縣道14號鶴見溝之口線 / 尻手黑川道路 | 木月四丁目交差點                        | 神奈川縣 | 川崎市        | 中原區           |                                      |
| 神奈川縣道102號荏田綱島線                 | 橫濱市                                  | 神奈川縣 | 港北區        | 北綱島交差點     |                                      |
| 神奈川縣道106號子母口綱島線               | 橫濱市                                  | 神奈川縣 | 港北區        | 綱島交差點       |                                      |
| 神奈川縣道140號川崎町田線                 | 橫濱市                                  | 神奈川縣 | 港北區        | 大綱橋交差點     |                                      |
| 神奈川縣道140號川崎町田線                 | 橫濱市                                  | 神奈川縣 | 港北區        | 樽町交差點       |                                      |
| 橫濱市道大倉山第201號線 / 太尾道          | 橫濱市                                  | 神奈川縣 | 港北區        | 大倉山交差點     |                                      |
| 橫濱市道環狀2號線                         | 橫濱市                                  | 神奈川縣 | 港北區        | 大豆戶交差點     |                                      |
| 舊綱島街道                                | 橫濱市                                  | 神奈川縣 | 港北區        |                  |                                      |
| 橫濱市道大田神奈川線                      | 橫濱市                                  | 神奈川縣 | 港北區 鶴見區 | 法隆寺交差點     |                                      |
| 橫濱市主要地方道85號鶴見站三澤線          | 橫濱市                                  | 神奈川縣 | 港北區 鶴見區 | 港北小入口交差點 |                                      |
| 國道1號 / 第二京濱                        | 橫濱市                                  | 神奈川縣 | 神奈川區      | 浦島丘交差點     |                                      |

### 沿線其他交通機關
- JR山手線 : 五反田站
- 東急池上線 : 五反田站、大崎廣小路站、戶越銀座站、荏原中延站、旗之台站、長原站、洗足池站、雪谷大塚站
- 東急大井町線 : 旗之台站
- 東急多摩川線 : 多摩川站、沼部站
- 東急東横線・目黑線 : 多摩川站、新丸子站、武藏小杉站、元住吉站、日吉站
- 東急東橫線 : 綱島站、大倉山站、菊名站、妙蓮寺站
- JR橫須賀線、南武線 : 武藏小杉站
- JR武藏野南線 : 小杉隧道
- 橫濱市營地下鐵4號線 : 日吉站
- JR橫濱線 : 菊名站、法隆寺附近隧道
- JR東海道新幹線 : 武藏小杉 - 大倉山並行
- JR東海道貨物線 : 新橫濱隧道
- 京急本線 : 子安站、神奈川新町站

### 周邊設施
| 設施                       | 所在地   |
| -------------------------- | -------- |
| TOC大樓                    | 東京都   |
| 荏原平塚學園               | 東京都   |
| 荏原郵便局                 | 東京都   |
| 荏原警察署                 | 東京都   |
| 昭和台東醫院               | 東京都   |
| 品川區第二延山小學校       | 東京都   |
| 昭和大學                   | 東京都   |
| 昭和台醫院                 | 東京都   |
| 品川區立清水台小學校       | 東京都   |
| 香蘭女子校中學校、高等學校 | 東京都   |
| 大田區立大森第六中學校     | 東京都   |
| 洗足池公園                 | 東京都   |
| 大田區立洗足池小學校       | 東京都   |
| 文教大學附屬小學校         | 東京都   |
| 大田區立調布大塚小學校     | 東京都   |
| 田園調布郵便局             | 東京都   |
| 田園調布警察署             | 東京都   |
| 川崎市立上丸子小學校       | 神奈川縣 |
| GRANDTREE武藏小杉          | 神奈川縣 |
| 中原消防署                 | 神奈川縣 |
| 川崎市立東住吉小学校       | 神奈川縣 |
| 關東勞災醫院               | 神奈川縣 |
| 中原平和公園               | 神奈川縣 |
| 住吉高等學校               | 神奈川縣 |
| 慶應義塾大學               | 神奈川縣 |
| Tsunashima SST             | 神奈川縣 |
| 大倉山紀念醫院             | 神奈川縣 |
| 東橫學園大倉山高等學校     | 神奈川縣 |
| 港北區役所                 | 神奈川縣 |
| 港北郵便局                 | 神奈川縣 |
| 菊名紀念醫院               | 神奈川縣 |
| 法隆寺                     | 神奈川縣 |
| 橫濱市立港北小學校         | 神奈川縣 |
| 橫濱市立神奈川中學校       | 神奈川縣 |
| 橫濱創英中學校、高等學校   | 神奈川縣 |
| 橫濱市立浦島丘中學校       | 神奈川縣 |

## 外部連結
- 國土交通省 （页面存档备份，存于） / 關東地方整備局 （页面存档备份，存于）
- 東京都 （页面存档备份，存于） / 建設局 （页面存档备份，存于） / 都市整備局 （页面存档备份，存于）
- 品川區 （页面存档备份，存于）
- 大田區 （页面存档备份，存于）
- 川崎市 （页面存档备份，存于） / 建設綠政局 （页面存档备份，存于） / 社區營造局 （页面存档备份，存于）
- 橫濱市 （页面存档备份，存于） / 建築局 （页面存档备份，存于） / 都市整備局 （页面存档备份，存于） / 道路局 （页面存档备份，存于）
- 社團法人土木學會 （页面存档备份，存于） / 土木學會附屬土木圖書館 （页面存档备份，存于）